# Тутманова, Ася Валентиновна
 Тутманова, Ася Валентиновна   (05 ноября 1954, Уфа, Башкирская АССР, РСФСР) — танцовщица, балетмейстер, хореограф; художественный руководитель Ритм-балета "Гранде". Народная артистка Башкирской АССР (1989).

## Биография
Ася Валентиновна родилась 5 ноября 1954 года в столице Башкирии — Уфе. В 1975 году окончила Башкирское республиканское культурно-просветительское училище  в г. Стерлитамаке (Башкирский республиканский техникум культуры).
Трудовая и творческая деятельность Аси Тутмановой началась в Абхазском ансамбле народного танца "Шаратын" в Сухуми (1970-1970). Затем она возвратилась на Родину, где трудилась в Государственном академическом ансамбле народного танца им. Ф.Гаскарова (1971-1991); с 1992 – балетмейстер-постановщик, одновременно руководитель, с 2011 – педагог-хореограф ритм‑балета "Гранде", а также руководитель хора ветеранов "Поколение", студии художественной гимнастики "Совершенство", театра песни "Чудетство" Государственного концертного зала "Башкортостан" ДК “Нефтяник” (балетмейстер и руководитель).
Ася Тутманова – самобытная танцовщица, исполнительское искусство которой отличается музыкально-пластической выразительностью, чувством стиля и виртуозной техникой. Вошла в историю как исполнительница сольных партий в народных башкирских танцах "Бишбармаҡ" ("Бишбармак"), "Бүләк" ("Подарок"), "Һыу буйында" ("У ручья") и др. Героини Тутмановой полны оптимизма, неукротимой энергии. В её репертуаре танцы народов СССР и других стран. Участница Дней литературы и искусства (культуры) Башкирии в различных регионах России, в т. ч. в Якутии (1978), Чувашии (1981), Татарстане (1989). Кроме  того, участница гастролей по различным городам СССР и за рубежным странах, в т. ч. Германия, Индия, Испания, Италия, Чехословакия.

## Репертуар
Партии в танцах "Бишбармаҡ" (“Бишбармак”), "Бүләк" (“Подарок”), "Һыу буйында" (“У ручья”); в танцах других народов, украинском танце "Гопак", татарском — "Весенний поток", марийском — "Вечером у калитки", русcком — "Кадриль", греческом — "Сиртаки" и др.

## Награды и звания
- 1978 — Дипломант Всероссийского смотра ансамблей песни и танца и ансамблей народного танца в Москве
- 1984 — Заслуженная артистка Башкирии
- 1989 — Народная артистка Башкирии

## Cемья
- Муж: Тутманов, Радис Нурисламович — солист и балетмейстер Ансамбля народного танца им. Ф.Гаскарова; Народный артист Башкирии (1994).
- Дети: дочери — Альбина Кондратьева (Тутманова ) и Галия Тутманова.